# Obszar ochrony ścisłej Bielice
Bielice – obszar ochrony ścisłej o charakterze glebowo-florystycznym na obszarze Słowińskiego Parku Narodowego na Wybrzeżu Słowińskim. Zajmuje powierzchnię 3,71 ha. Ochronie podlegają wzniesienia nad jeziorem Łebsko porośnięte ponad 100-letnim borem sosnowym. Celem utworzenia tego obszaru jest ochrona specyficznego ciągu rozwojowego gleb – bielic żelazisto-próchnicznych. Najbliższymi miejscowościami są Gać i Żarnowska.